# Ice on Fire
Albums de Elton John
Breaking Hearts
(1984) Leather Jackets
(1986)
Singles
1. Nikita
Sortie : 29 octobre 1985
2. Wrap Her Up
Sortie : novembre 1985
3. Cry to Heaven
Sortie : février 1986

Ice on Fire est le dix-neuvième album studio d'Elton John sorti le 4 novembre 1985.
Il contient notamment le succès international Nikita qui s'est classé numéro 1 et dans le top 10 des ventes de singles dans plusieurs pays,,.

## Liste des chansons
Toutes les paroles sont écrites par Bernie Taupin, toutes les musiques sont composées par Elton John, sauf mention.
Édition vinyle originale
| 1. | This Town     | 3:56 |
| 2. | Cry to Heaven | 4:16 |
| 3. | Soul Glove    | 3:31 |
| 4. | Nikita        | 5:43 |
| 5. | Too Young     | 5:12 |

| 6.  | Wrap Her Up                 | - Elton John - Bernie Taupin - Davey Johnstone - Fred Mandel - Charlie Morgan - Paul Westwood | 6:21 |
| 7.  | Satellite                   |                                                                                               | 3:57 |
| 8.  | Tell Me What the Papers Say |                                                                                               | 3:40 |
| 9.  | Candy by the Pound          |                                                                                               | 3:56 |
| 10. | Shoot Down the Moon         |                                                                                               | 5:09 |

Titre bonus de l'édition CD originale
| No  | Titre                                | Durée |
| --- | ------------------------------------ | ----- |
| 11. | Act of War (duo avec Millie Jackson) | 4:43  |

Titres bonus de la réédition CD de 1998
| No  | Titre                                              | Durée |
| --- | -------------------------------------------------- | ----- |
| 11. | The Man Who Never Died (Remix 1985 de Gus Dudgeon) | 5:12  |
| 12. | Restless (Live 1984)                               | 4:25  |
| 13. | Sorry Seems to Be the Hardest Word (Live 1977)     | 3:23  |
| 14. | I'm Still Standing (Live 1984)                     | 4:52  |

## Musiciens
D'après le livret du CD. Les numéros correspondent aux chansons de l'édition originale.
- Elton John : chant, piano acoustique (1 à 3, 5, 8, 10, 11), piano Yamaha GS1 (4 et 5), synthétiseur (4, 7, 9, 11), chœurs (4)
- Fred Mandel : synthétiseurs (1, 4, 5, 10, 11), claviers (2, 3, 6 à 9), séquenceur musical (6), guitare électrique (7, 11), claquement de doigts (7), arrangements (10)
- Davey Johnstone : guitare électrique (1, 3, 5, 6, 8, 9, 11), guitare classique (2), guitare-synthétiseur (2, 7), chœurs (3, 5, 6 à 9)
- Nik Kershaw : guitare électrique (4, 7, 11), chœurs (4)
- Paul Westwood : basse (1, 2, 6)
- Deon Estus : basse (3, 7, 11)
- David Paton : basse (4, 8, 9)
- John Deacon : basse (5)
- Pino Palladino : basse (10)
- Charlie Morgan : batterie (1, 2, 6)
- Mel Gaynor : batterie (3, 7, 11)
- Dave Mattacks : batterie (4, 8, 9), tambour militaire (5)
- Roger Taylor : batterie (5)
- Frank Ricotti : percussions (3, 5), vibraphone (9)
- James Newton Howard : arrangements cordes (3, 6)
- Gus Dudgeon : arrangements cuivres (3, 6), batterie Simmons (5, 11), arrangements (10)
- David Bitelli : arrangements cuivres (1, 3, 6, 9), saxophone baryton (1, 6, 9), saxophone ténor (3, 6)
- Bob Sydor : saxophone ténor (3)
- Phil Todd : saxophone alto (6)
- Nick Pentelow  : saxophone ténor (9)
- Pete Thomas : saxophone ténor (9)
- Rick Taylor : trombone (1, 3, 6, 9), arrangements cuivres (9)
- Chris Pyne : trombone (9)
- Raul D'Oliveira :trompette (1, 3, 6, 9)
- Paul Spong : trompette (1, 3, 6, 9)
- Sister Sledge : chœurs (1)
- Alan Carvell : chœurs (3, 5, 7 à 9)
- Kiki Dee : chœurs (3, 5, 6, 8, 9)
- Katie Kissoon : chœurs (3, 5, 6, 8, 9)
- Pete Wingfield : chœurs (3, 5, 6 à 9)
- George Michael : chœurs (4) chant (6)
- Millie Jackson : chant principal et chœurs (11)

## Classements hebdomadaires
| Classement (1985)             | Meilleure place |
| ----------------------------- | --------------- |
| Allemagne (Media Control AG)  | 5               |
| Australie (Kent Music Report) | 6               |
| Autriche (Ö3 Austria Top 40)  | 9               |
| Canada (RPM 100 Albums)       | 11              |
| États-Unis (Billboard 200)    | 48              |
| Norvège (VG-lista)            | 2               |
| Nouvelle-Zélande (RIANZ)      | 8               |
| Pays-Bas (Mega Album Top 100) | 6               |
| Royaume-Uni (UK Albums Chart) | 3               |
| Suède (Sverigetopplistan)     | 16              |
| Suisse (Schweizer Hitparade)  | 2               |

## Certifications
| Pays                    | Certification | Unités certifiées |
| ----------------------- | ------------- | ----------------- |
| Allemagne (BVMI)        | Or            | 250 000           |
| États-Unis (RIAA)       | Or            | 500 000           |
| France (SNEP)           | Or            | 100 000           |
| Nouvelle-Zélande (RMNZ) | Platine       | 15 000            |
| Pays-Bas (NVPI)         | Or            | 80 000            |
| Royaume-Uni (BPI)       | Platine       | 300 000           |
| Suède (GLF)             | Platine       | 100 000           |
| Suisse (IFPI)           | 2 × Platine   | 100 000           |